# 東京の名湧水57選
東京の名湧水57選（とうきょうのめいゆうすいごじゅうななせん）は、「湧水への関心を高め、その保護と回復を図る」ことを目的に、「水量、水質、その由来、景観などに優れた湧水等」を、一般からの推薦に基づき、東京の名湧水選定委員会の検討によって東京都環境局が選定し、2003年1月24日に公表した、東京都内57か所の湧水の総称。

## 背景
東京都では、武蔵野台地の末端部にある崖線沿いや、多摩丘陵の谷戸などの湧水が、都市化の影響などで枯渇や水質悪化が進んでおり、1995年度に確認されていた653か所の湧水のうち、2000年度の調査時には70か所が消失していた。そこで、湧水への一般の関心を高めることをおもな狙いとして、名湧水の選定事業が2012年9月から取り組まれた。
有識者からなる東京の名湧水選定委員会は、高村弘毅を座長とし、小倉紀雄、児玉清、早川光、百瀬千秋、渡辺泰徳の6名で構成された。

## 名湧水の条件
選定委員会は、公表された「選定の考え方」の中で、
- 区市町村、ないし、都民からの推薦
- 水量や水質、また、由来や景観などにおいて優れていること
- 一般公開されているもの

を選定の前提としたことを述べている。このため、公開に制限があることを理由として選定から外れた湧水もあった。一方、飲用の可否は基準には含まれておらず、飲用に適することを保証するものではない。

## 一覧
| 番号 | 名称                     | 所在地                    | 注記 |
| ---- | ------------------------ | ------------------------- | --- |
| 1    | 柳の井戸                 | 港区元麻布1-6善福寺前     | 善福寺参道にあり、空海（弘法大師）との由縁が伝えられる。                                                                      |
| 2    | おとめ山公園             | 新宿区下落合2-10          | |
| 3    | 関口芭蕉庵               | 文京区関口2-11-31         | |
| 4    | 目黒不動尊               | 目黒区下目黒3-20-26       | 瀧泉寺 |
| 5    | 田園調布せせらぎ公園     | 大田区田園調布1-53-10     | |
| 6    | 清水窪弁財天             | 大田区北千束1-26          | 洗足池の源泉のひとつ。洗足池までは、暗渠となっている。                                                                        |
| 7    | 旧六郷用水脇             | 大田区田園調布本町39      | |
| 8    | 旧六郷用水沿い洗い場跡   | 大田区田園調布本町25      | |
| 9    | 等々力渓谷・等々力不動尊 | 世田谷区等々力1-22先      | かつて修行が行なわれていた滝もある。                                                                                          |
| 10   | 烏山弁天池               | 世田谷区北烏山4-30        | 特別緑地保全地区、世田谷区指定特別保護区                                                                                      |
| 11   | 岡本静嘉堂緑地           | 世田谷区岡本2-23          | 旧岩崎弥之助邸の敷地内にあり、台地上には静嘉堂文庫がある。                                                                    |
| 12   | 清正の井                 | 渋谷区代々木神園町1       | 明治神宮の森を水脈源とする。加藤清正が掘ったとする伝説がある。                                                                |
| 13   | 善福寺川御供米橋下流     | 杉並区大宮2-24            | 大宮八幡宮に近い。 |
| 14   | 赤羽自然観察公園         | 北区赤羽西5-2-34          | 自衛隊十条駐屯地赤羽分屯地跡の一部。                                                                                          |
| 15   | 不動の滝                 | 板橋区赤塚8-11            | |
| 16   | 清水山憩いの森           | 練馬区大泉町1-6           | |
| 17   | 叶谷榎池                 | 八王子市叶谷町1079        | 湧水点付近に大榎がある。 |
| 18   | 子安神社                 | 八王子市中野山王2-23      | |
| 19   | 六本杉公園               | 八王子市子安町2-22        | 八王子八十八景の「水辺の景」のひとつ。                                                                                        |
| 20   | 片倉城跡公園             | 八王子市片倉町2475        | 片倉城跡。八王子八十八景の「みどり・公園の景」のひとつ。                                                                      |
| 21   | 小宮公園                 | 八王子市暁町2-41-6        | 八王子八十八景の「みどり・公園の景」のひとつ。                                                                                |
| 22   | 矢川緑地                 | 立川市羽衣町3-26          | 緑地保全地区 |
| 23   | 野川公園                 | 三鷹市大沢                | 国際基督教大学ゴルフ場跡。 |
| 24   | 岩清水（小澤酒造）       | 青梅市沢井2-770           | 19世紀半ばに発見され、その後、岩盤を140メートルほど掘り進んだ横井戸が設けられ、日本酒醸造の仕込み水などとして使用されている。 |
| 25   | 西府町湧水               | 府中市西府町1-43          | |
| 26   | 諏訪神社                 | 昭島市宮沢町2-32-12       | 石段脇の崖から湧水がある。 |
| 27   | 龍津寺                   | 昭島市拝島町5-2           | |
| 28   | 深大寺不動の滝           | 調布市深大寺元町5-15-1    | |
| 29   | 貫井神社                 | 小金井市貫井南町3-8       | |
| 30   | 滄浪泉園                 | 小金井市貫井北町3-2-28    | 旧波多野承五郎別邸。 |
| 31   | はけの森美術館           | 小金井市中町1-11-3        | 中村研一の作品を中心とする美術館。敷地内に湧水がある。                                                                        |
| 32   | 黒川湧水                 | 日野市東豊田3-16-1        | 黒川清流公園。 |
| 33   | 中央図書館下湧水         | 日野市豊田2-49            | |
| 34   | 小沢緑地                 | 日野市三沢2-15            | |
| 35   | 姿見の池                 | 国分寺市西恋ヶ窪1         | 国分寺姿見の池緑地保全地域 |
| 36   | 新次郎池                 | 国分寺市南町1-7           | 東京経済大学校地内。1966年に湧水をせき止めて造られた池であり、名称は北沢新次郎に由来する。                                    |
| 37   | 殿ヶ谷戸庭園             | 国分寺市南町2             | 旧江口定条・岩崎彦弥太別邸。国指定の名勝。                                                                                    |
| 38   | お鷹の道・真姿の池湧水群 | 国分寺市東元町3、西元町1  | 名水百選のひとつ。 |
| 39   | ママ下湧水群             | 国立市矢川3-15            | |
| 40   | 常盤の清水（谷保天満宮） | 国立市谷保5209            | 湧水の流れ込む弁天池のそばにはアジサイ園がある。                                                                              |
| 41   | 清岩院                   | 福生市福生507             | |
| 42   | 湖畔ビオトープ           | 東大和市湖畔2-1044-219外  | 湖畔第二緑地 |
| 43   | 二ツ池公園               | 東大和市湖畔3-1085        | 前川の源流。 |
| 44   | 南沢緑地                 | 東久留米市南沢3-9         | 「落合川と南沢湧水群」として、平成の名水百選のひとつ。                                                                        |
| 45   | 竹林公園                 | 東久留米市南沢1-7         | |
| 46   | 黒目川天神社前           | 東久留米市柳窪4-15        | 黒目川の源流。 |
| 47   | 龍の入不動尊             | 武蔵村山市三ツ木5-9-5     | 「白糸の滝」と称される湧水。                                                                                                  |
| 48   | 穴澤天神社               | 稲城市矢野口3292          | |
| 49   | 威光寺                   | 稲城市矢野口              | 2017年1月現在、閉鎖中 |
| 50   | 二宮神社                 | あきる野市二宮1189        | |
| 51   | 八雲神社                 | あきる野市野辺316-1       | |
| 52   | 祥安寺の清泉             | 奥多摩町境341             | 「境の清泉」とも。「奥多摩 天然水」として商品化された。                                                                       |
| 53   | 獅子口の湧水             | 奥多摩町大丹波字曲ヶ谷511 | |
| 54   | 釜の水                   | 奥多摩町小丹波オタキ下191 | |
| 55   | 多幸湧水                 | 神津島村榎木が沢          | |
| 56   | つづき湧水               | 神津島村字宮塚山69        | |
| 57   | 大島分川                 | 御蔵島村字川田            | |

## ギャラリー

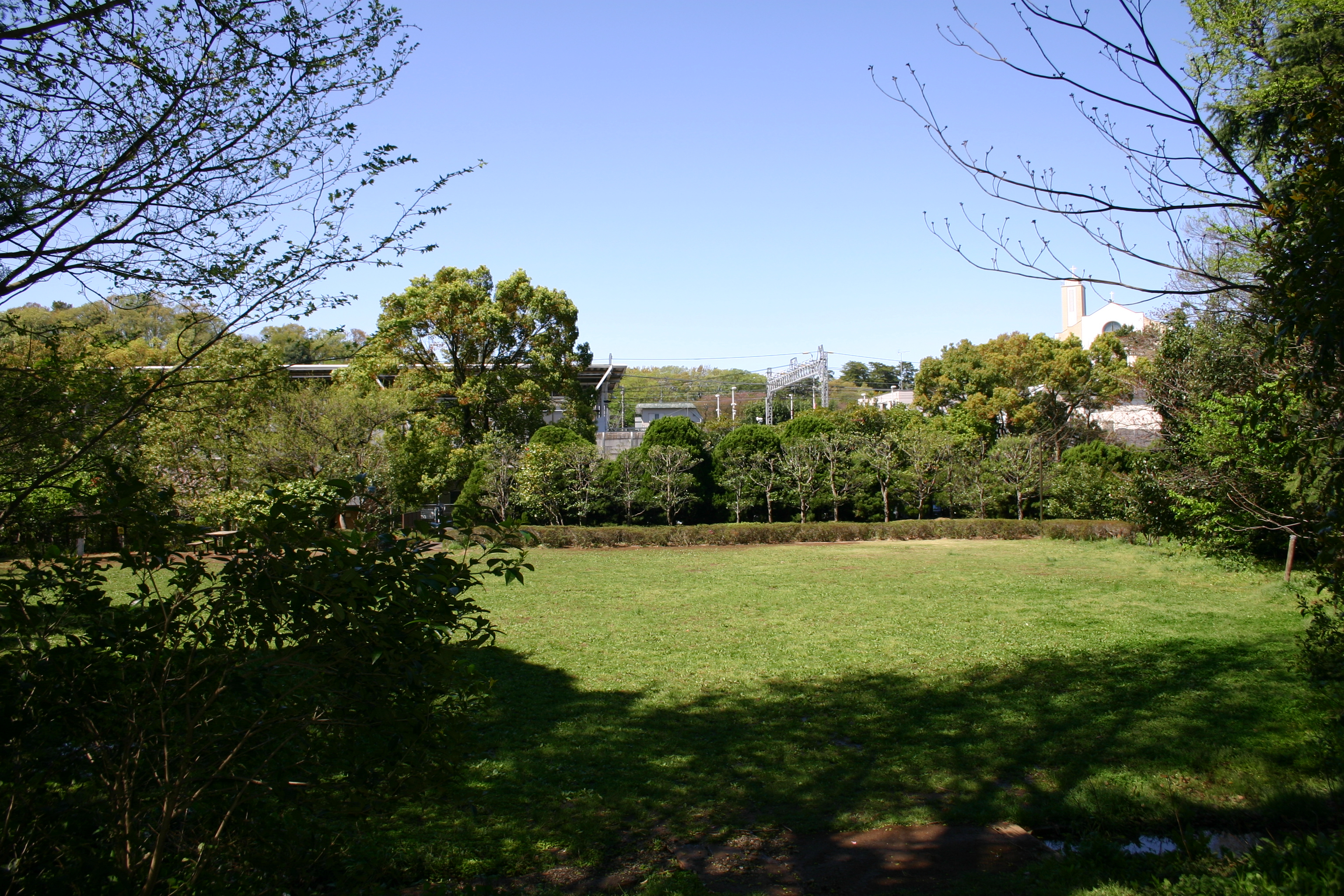
(5) 田園調布せせらぎ公園
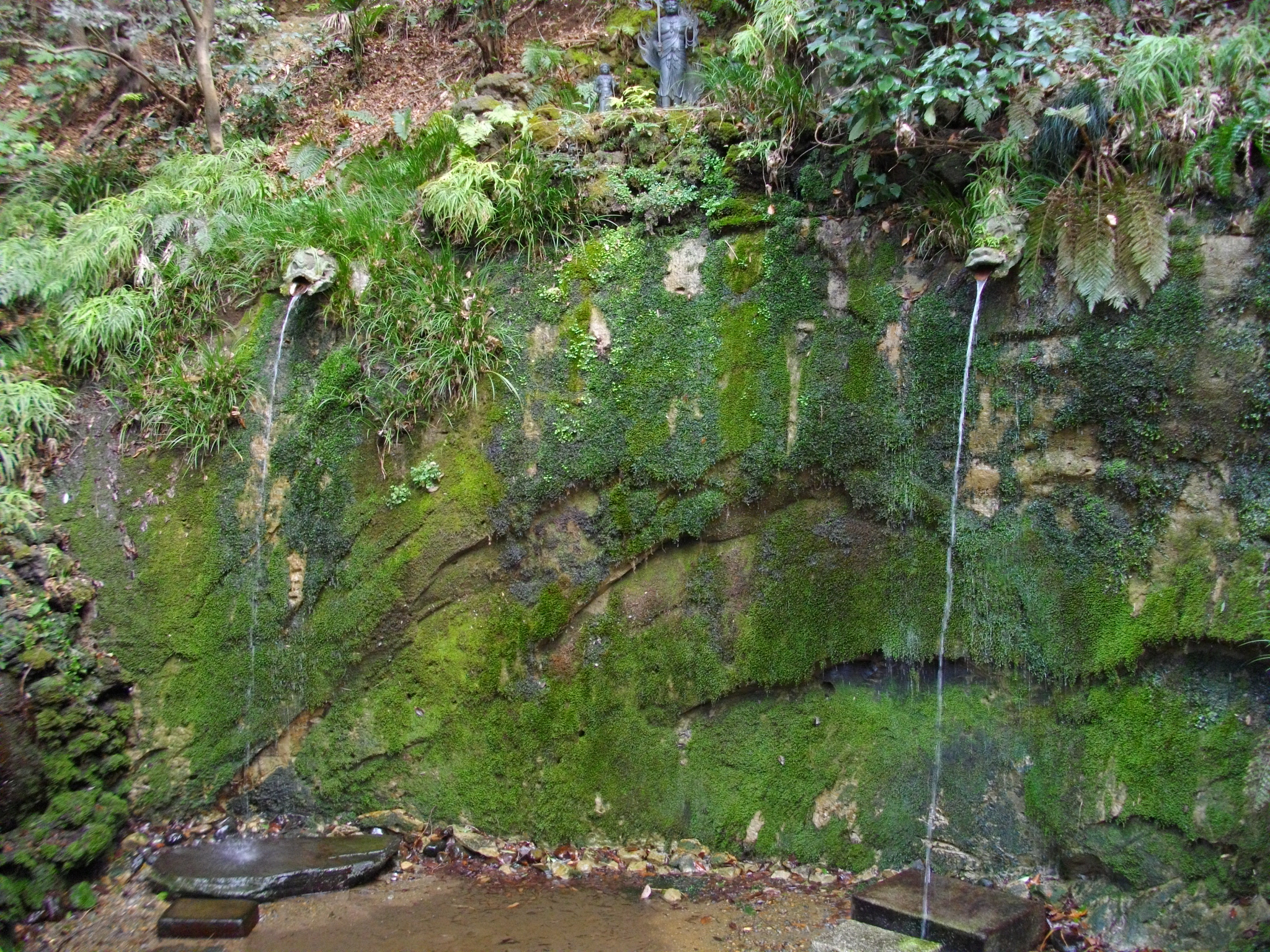
(9) 等々力渓谷不動の滝
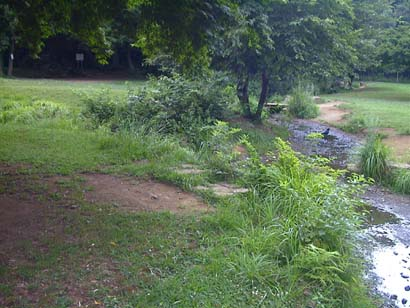
(23) 野川公園わき水広場
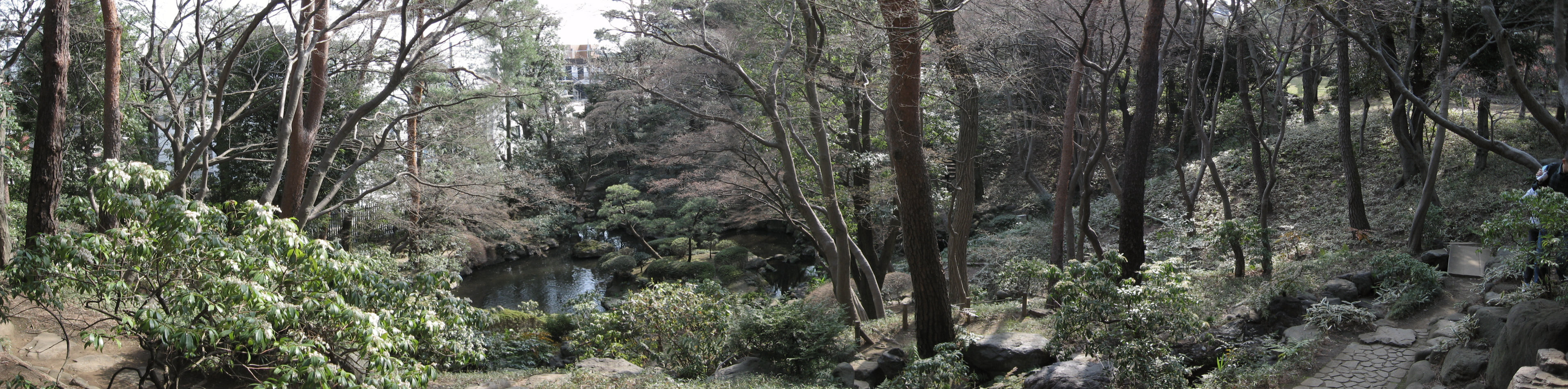
(37) 殿ヶ谷戸庭園の池
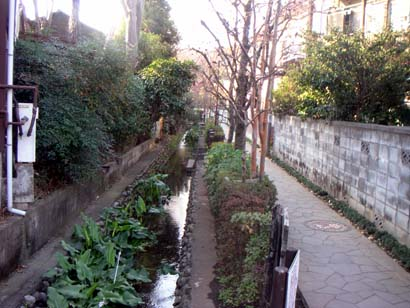
(38) お鷹の道
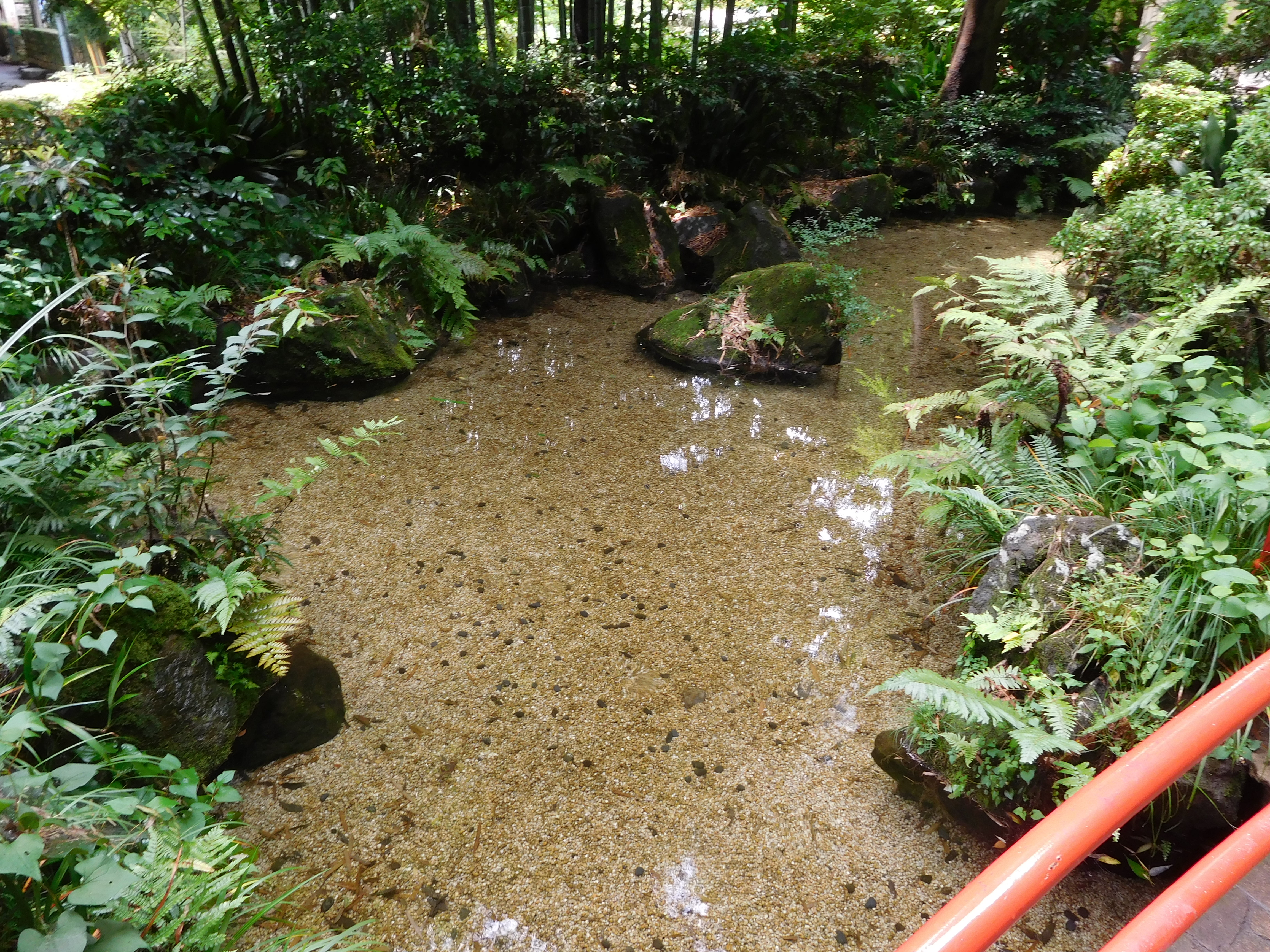
(38) 真姿の池
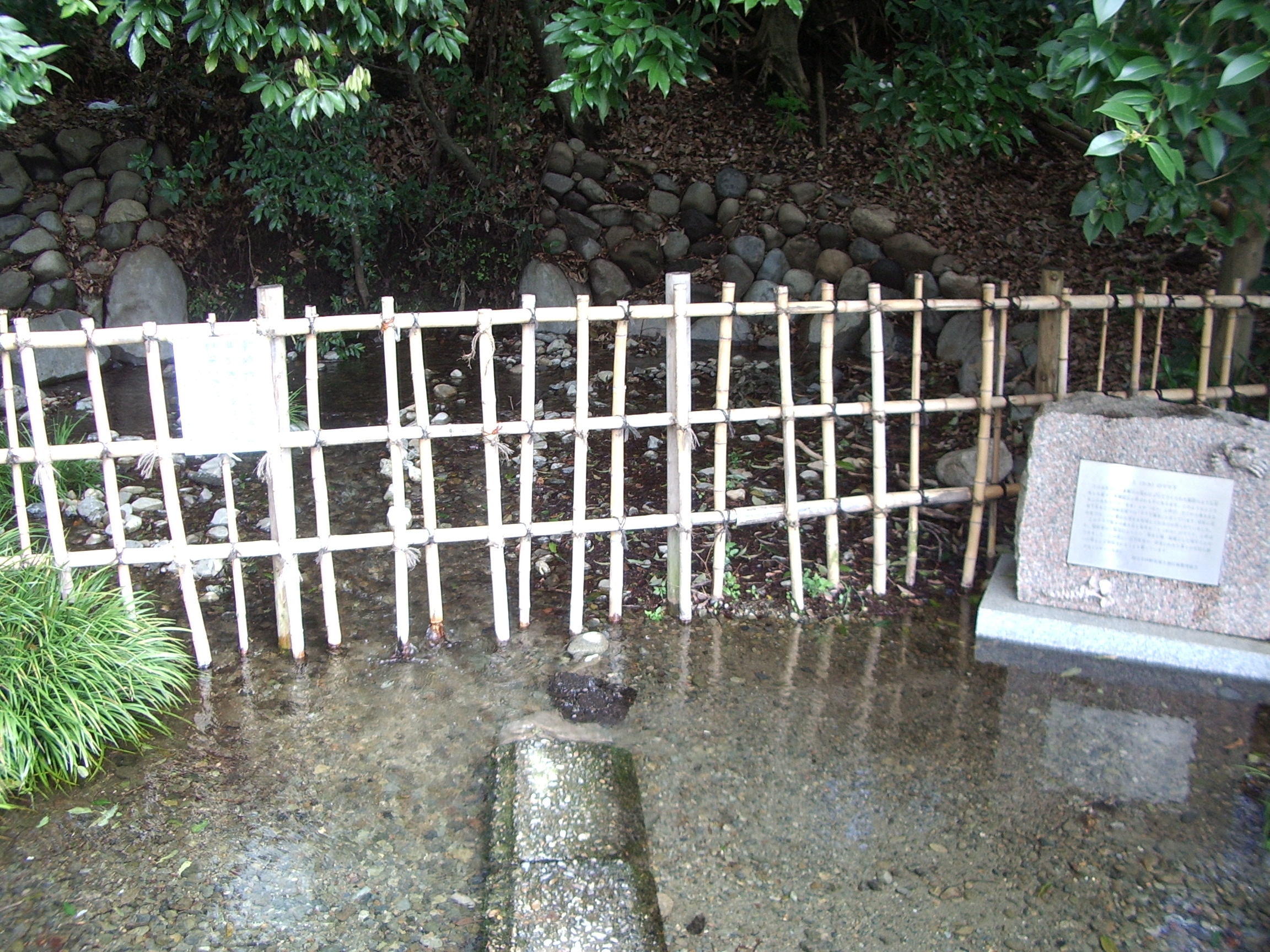
(39) ママ下湧水群の「上（かみ）のママ下」
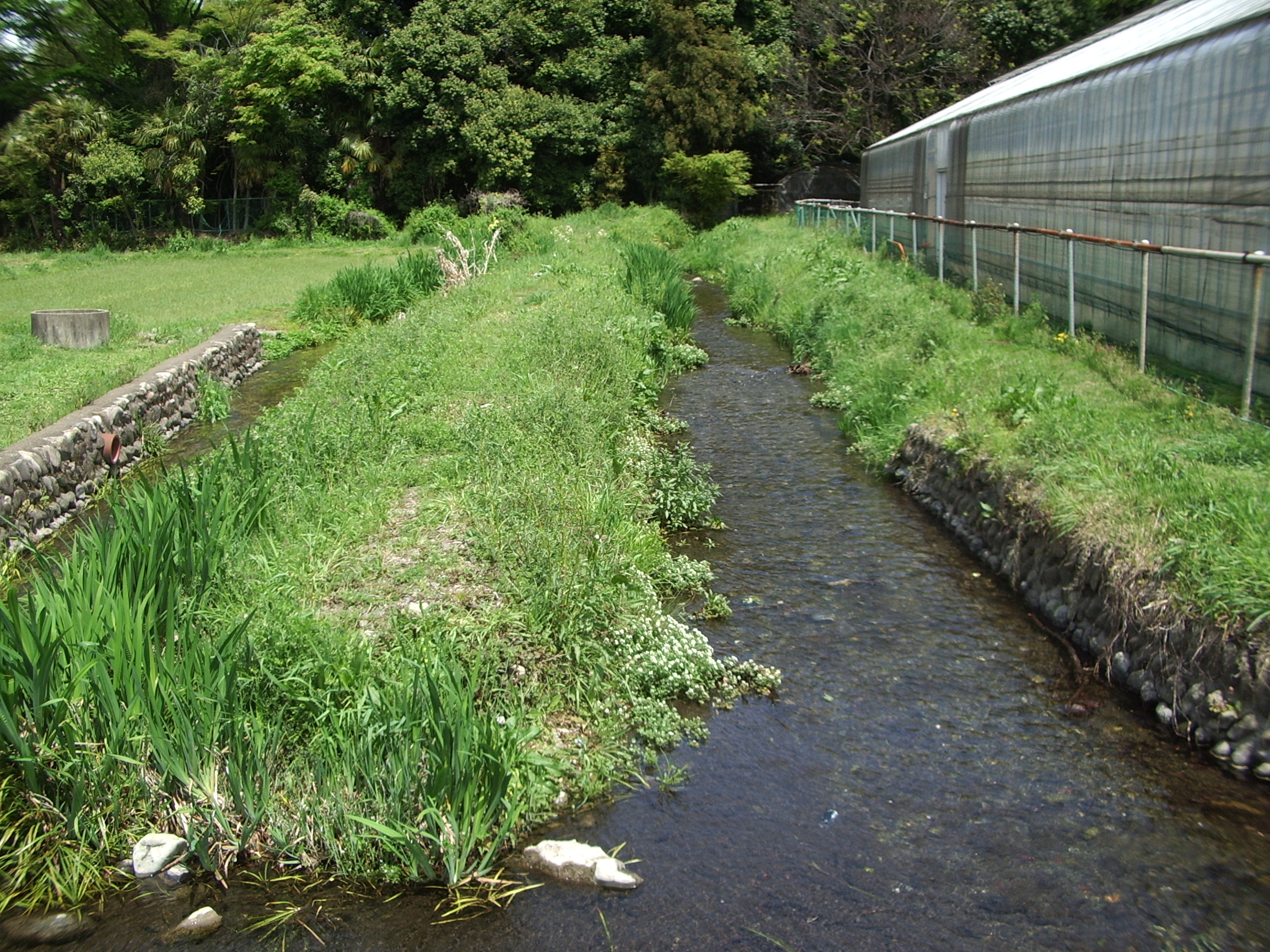
(39) ママ下湧水群付近の農業用水
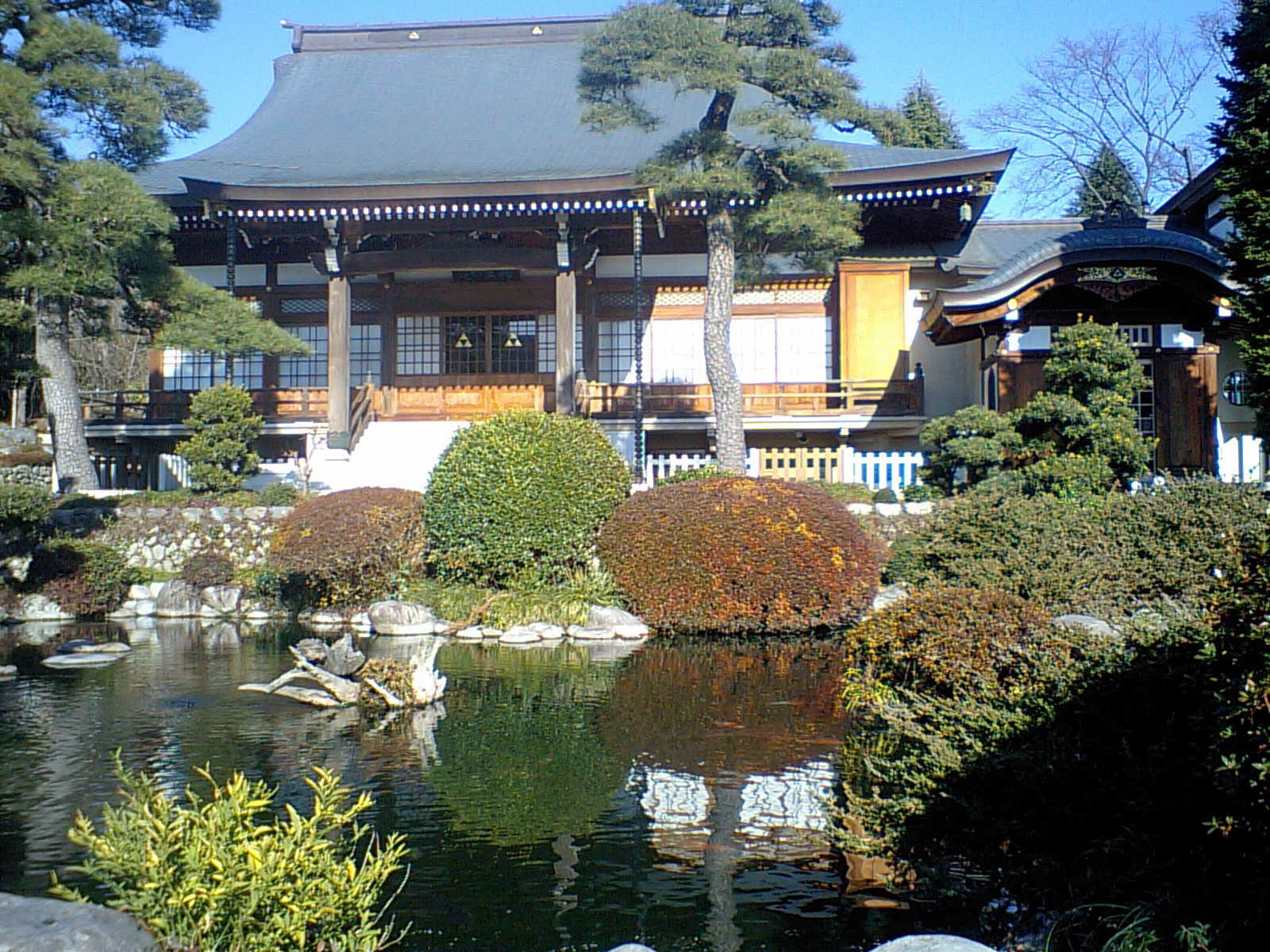
(41) 福生市の清岩院